# Obora (Lounyi járás)
Obora település Csehországban, Lounyi járásban. Obora Slavětín, Černčice, Počedělice, Veltěže, Blšany u Loun és Vršovice településekkel határos. Lakosainak száma 448 fő (2024. január 1.).

## Népesség
A település lakosságának változását az alábbi diagram mutatja:
| Lakosok száma | 247  | 245  | 386  | 283  | 243  | 299  | 434  | 429  | 438  | 448  |
|               | 1869 | 1890 | 1921 | 1950 | 1980 | 2001 | 2017 | 2019 | 2022 | 2024 |